# Sampaio Corrêa FC
A Sampaio Corrêa Futebol Clube, vagy Sampaio Corrêa egy brazil labdarúgócsapat São Luís városából. 1923. március 25-én hozták létre. Maranhense bajnokság és a Série B küzdelmeiben vesz részt. Becenevük Bolivianos (Bolíviaiak), amit a klub színeiről (sárga, zöld és piros) kaptak.

## Története
A klub nevét az 1922. december 12-én a városba látogató Sampaio Corrêa II hidroplánról kapta. 1925. április 26-án játszották első hivatalos mérkőzésüket, amelyet 1-0 arányban nyertek meg a Luso Brasileiro csapata ellen.

## Sikerlista

### Állami
- 33-szoros Maranhense bajnok: 1933, 1934, 1940, 1942, 1953, 1954, 1956, 1961, 1962, 1964, 1965, 1972, 1975, 1976, 1978, 1980, 1984, 1985, 1986, 1987, 1988, 1990, 1991, 1992, 1997, 1998, 2002, 2003, 2010, 2011, 2012, 2014, 2017

## Játékoskeret
2015. január 23-tól
| #  |     | Poszt | Név              |
| -- | --- | ----- | ---------------- |
| 1  | BRA | K     | Jean             |
| 12 | BRA | K     | Milton Rafael    |
| 22 | BRA | K     | Dida Júnior      |
| 2  | BRA | V     | Daniel Damião    |
| 3  | BRA | V     | Edvânio          |
| 4  | BRA | V     | Luiz Otávio      |
| 6  | BRA | V     | Wilian Simões    |
| 8  | BRA | V     | Gil Mineiro      |
| 13 | BRA | V     | Arlindo Maracanã |
| 14 | BRA | V     | Leomar           |

| #  |     | Poszt | Név              |
| -- | --- | ----- | ---------------- |
| 15 | BRA | V     | Dudu             |
| 5  | BRA | KP    | Robson Simplício |
| 7  | BRA | KP    | Narcisio Curuca  |
| 10 | BRA | KP    | Raí              |
| 16 | BRA | KP    | Maycon           |
| 17 | BRA | KP    | Cleitinho        |
| 9  | BRA | CS    | Robert           |
| 11 | BRA | CS    | Válber           |
| 21 | BRA | CS    | Edgar            |